# Chlupáček oranžový
Chlupáček oranžový (Pilosella aurantiaca), dříve též uváděný jako jestřábník oranžový (Hieracium aurantiacum), je dekorativní a často v zahradách pěstovaná oranžově kvetoucí květina, vytrvalý druh patřící do rodu chlupáček (Pilosella), který byl dříve na úrovni podrodu součástí široce pojatého rodu jestřábník (Hieracium).

## Rozšíření
Druh se primárně vyskytuje především v horách střední Evropy, ve Skandinávii a na pomezí Finska a Ruska, sekundárně se rozšířil téměř do celé Evropy, Severní Ameriky i do Austrálie. V České republice se původně vyskytoval jen na Šumavě, v Krkonoších, na Králickém Sněžníku a v Beskydech, druhotně pak roste na mnoha dalších místech republiky, kde byl pravděpodobně záměrně vysazen nebo se v nedávné době sám rozšířil.
Vyrůstá na vlhčích, hlinitých, kyselých a na živiny chudých půdách na horských loukách a pastvinách, na světlých mýtinách a okrajích lesů, podél komunikací, v parcích a okolí zahrad, kam se rozšiřuje únikem semen z uměle pěstovaných rostlin.

## Popis
Vytrvalá, značně chlupatá bylina s lodyhou dorůstající do výše 25 až 50 cm. Z větvícího se šikmého oddenku vyrůstá přízemní listová růžice podlouhle vejčitých, mělce zoubkovaných, dlouze chlupatých, světle zelených a na rubu nasivělých listů, z jejichž paždí vyrůstají plazivé kořenující výběžky. Z růžice vystupuje přímá, nevětvená lodyha porostlá bílými chlupy a jen řídce černavými žlázkami. Lodyha je olistěná jen ve spodní části 3 až 4 elipticky protáhlými až kopinatými, na vrcholu zaokrouhlenými, po obvodě mělce zubatými nebo celokrajnými, měkce chlupatými listy.
Drobné, nápadně zbarvené květní úbory, výhradně s jazykovitými kvítky oranžové až nachově červené barvy, vyrůstají na vrcholu lodyhy a vytvářejí zpočátku nahloučenou a později volnou latu. Úbory se otvírají časně zrána a brzy po poledni se opět zavírají, stejně jako před deštěm. Zákrov je vejčitý, jeho čárkovitě kopinaté zákrovní listeny jsou na koncích tupé a tmavě zelené.
Květy se mohou opylit cizím pylem, pylem z téhož květu nebo mohou semena vzniknout apomikticky bez opylení. Plodem jsou černohnědé nažky kratší než 2,5 mm s jednořadým chmýrem.

## Ohrožení
Horské populace chlupáčku oranžového jsou ohroženy změnou hospodaření na horských loukách stejně jako zavlékáním nepůvodních genotypů do české přírody ať již přirozenou cestou nebo vysazováním nepůvodních populací. V Červeném seznamu cévnatých rostlin České republiky z roku 2012 je tento druh pod názvem Pilosella aurantiaca zařazen do skupiny (C3) mezi ohrožené druhy.

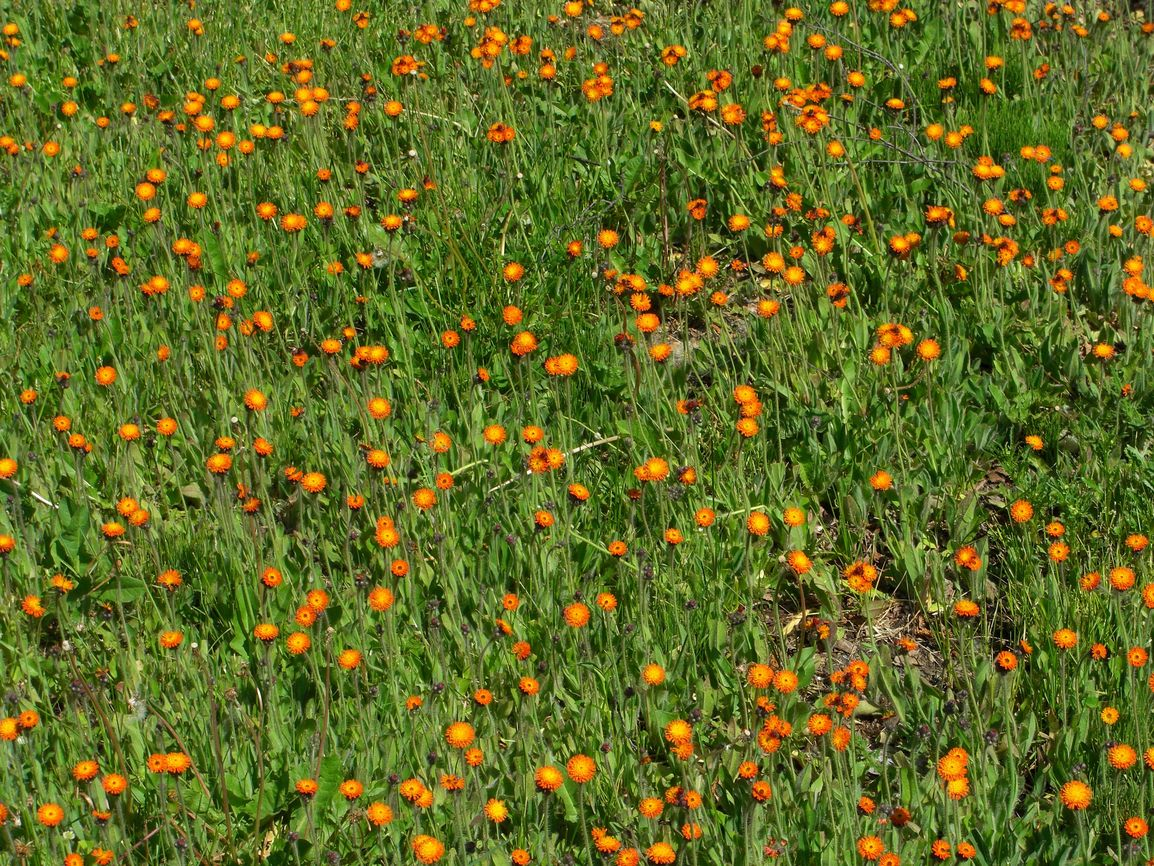
Louka porostlá chlupáčkem oranžovým
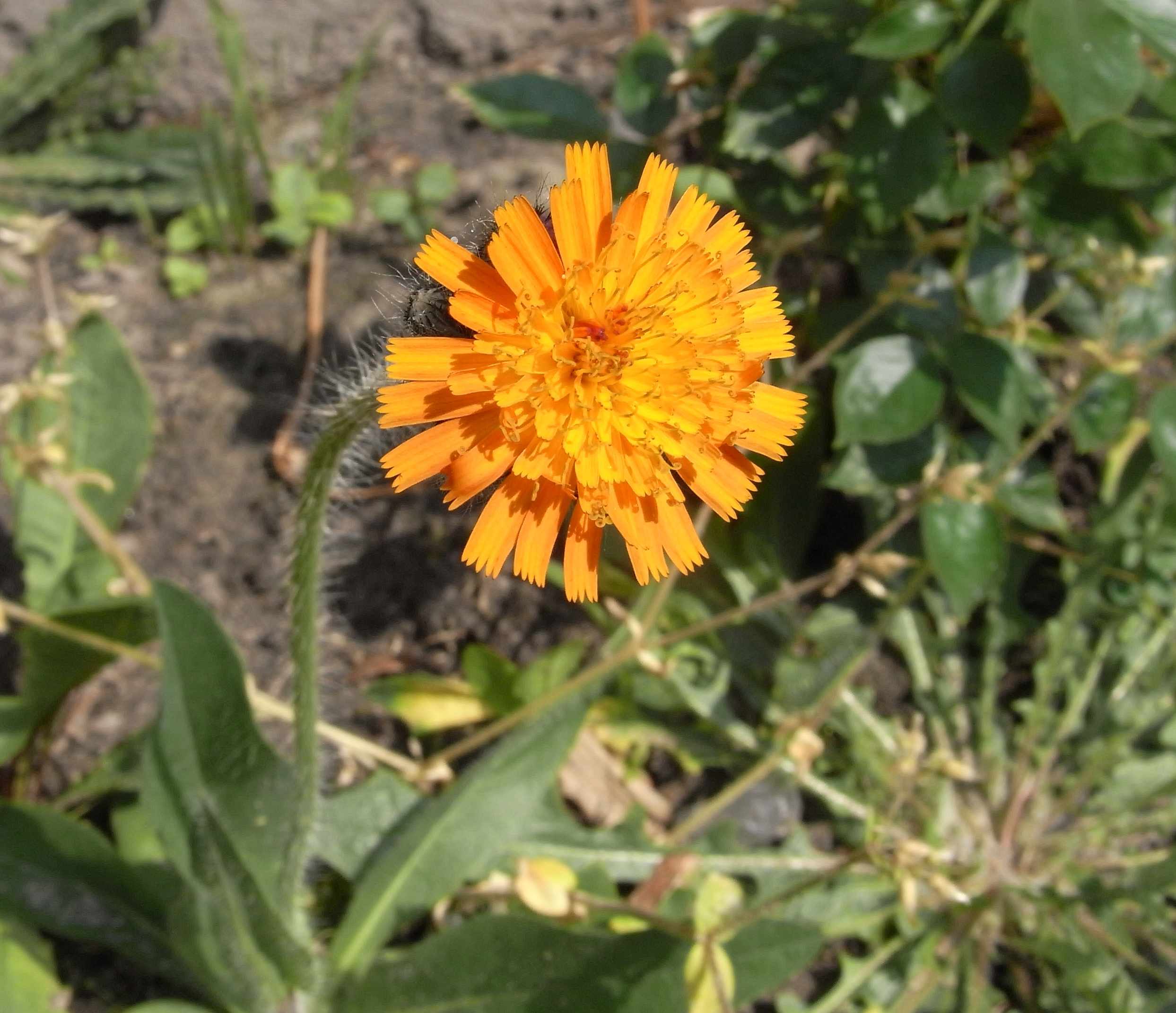
Úbor s jazykovitými květy
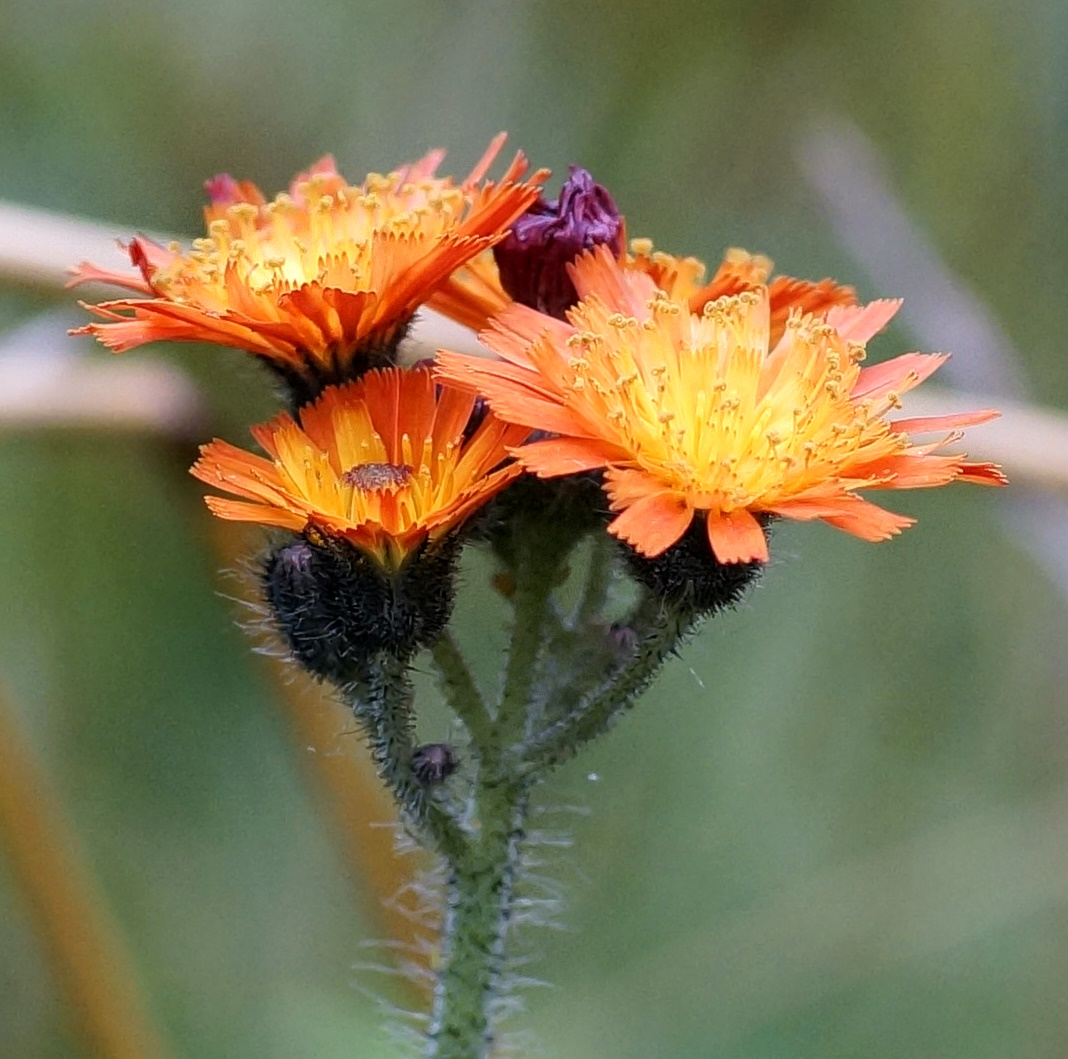
Květenství s úbory
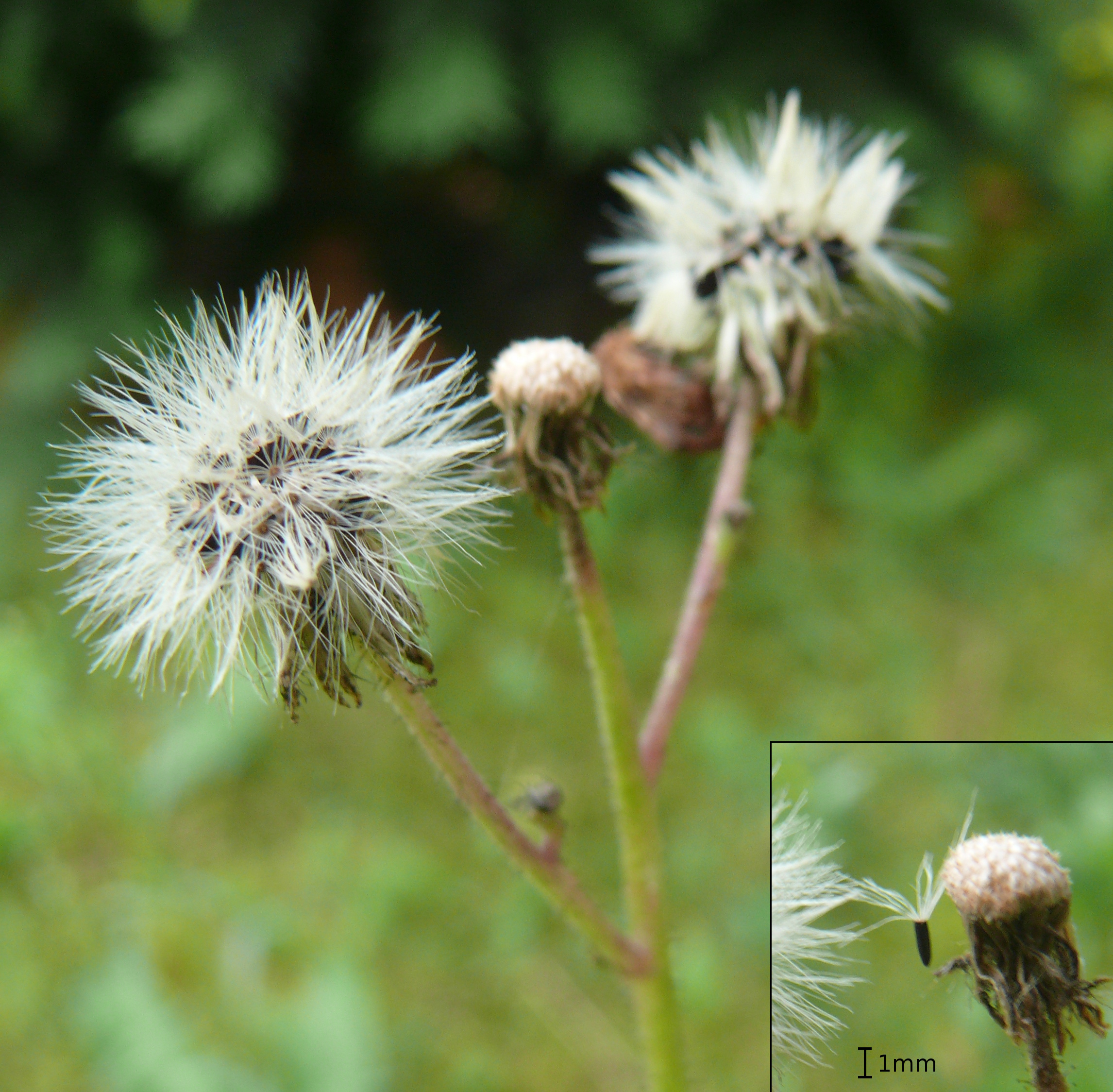
Ochmýřené nažky